# 魔偶奇譚
《魔偶魔影》（英語：Puppet Master，或記作和）是一部1989年美國恐怖片，由大衛·施莫勒執導。本片是《魔偶奇譚》系列電影的第一部作品。主演包括保羅·利·馬特、威廉·赫基和艾琳·米拉科。該片最初定於1989年夏天在戲院上映，並在9月下旬發行家庭媒體，但後來《魔偶魔影》最終於1989年10月12日以錄影帶首映的方式發行，因為監製之一的查爾斯·班德認為這樣能比在院線賺更多的錢。《魔偶奇譚》在家庭媒體市場很受歡迎，而成為了一部邪典電影，並在此後推出了多部續集。

## 系列電影
- 《魔偶奇譚2：魔偶王再世（英语：Puppet Master 2）》（1991）
- 《魔偶奇譚3：魔偶王的復仇（英语：Puppet Master III: Toulon's Revenge）》（1991）
- 《魔偶奇譚4：邪神軍團（英语：Puppet Master 4）》（1994）
- 《魔偶奇譚5：邪神復甦（英语：Puppet Master 5: The Final Chapter）》（1994）
- 《魔偶奇譚6：魔偶王的詛咒（英语：Curse of the Puppet Master）》（1998）
- 《魔偶奇譚7：前身（英语：Retro Puppet Master）》（1999）
- 《魔偶奇譚8：遺產（英语：Puppet Master: The Legacy）》（2003）
- 《傀儡王大戰惡魔玩具（英语：Puppet Master vs Demonic Toys）》（2004）
- 《魔偶奇譚9：傀儡王：邪惡軸心（英语：Puppet Master: Axis of Evil）》（2010）
- 《魔偶奇譚10：崛起（英语：Puppet Master X: Axis Rising）》（2012）
- 《魔偶奇譚：擺針終止（英语：Puppet Master: Axis Termination）》（2017）
- 《魔偶奇譚：小小德意志》（2018）
- 《刀客：鐵十字（英语：Blade: The Iron Cross）》（2020）
- 《魔偶奇譚：死亡醫生（英语：Puppet Master: Doktor Death）》（2022）

## 外部連結
- 互联网电影数据库（IMDb）上《Puppet Master》的资料（英文）
- AllMovie上《Puppet Master》的资料（英文）